# Monika Kulczyk
Monika Kulczyk (* 22. Januar 1992 in Żywiec) ist eine polnische Schauspielerin.

## Leben und Karriere
Kulczyk wurde am 22. Januar 1992 in Żywiec. Sie besuchte sie  die I Liceum Ogólnokształcące im. Mikołaja Kopernika w Żywcu. Danach studierte sie an der Akademie der Theaterkünste St. Wyspiański in Krakau.
Ihr Debüt gab sie 2016 in dem Film Fatalne skutki czytania książek. Anschließend war sie 2017 in Najlepszy zu sehen. Außerdem wurde Kulczyk für die Serie Ojciec Mateusz gecastet. Unter anderem spielte sie 2020 in dem Film Listy do M. 4 mit. Von 2021 bis 2022 bekam sie in der Serie The Office PL eine Hauptrolle.
Neben Polnisch und Englisch spricht Kulczyk auch noch Deutsch.

## Filmografie
- 2016: Fatalne skutki czytania książek
- 2017: Najlepszy
- 2019: Ojciec Mateusz (Fernsehserie)
- 2020: Listy do M. 4
- 2021–2022: The Office PL (Fernsehserie)

## Theater
- 2018: Królowie Strzelców